# Ciak d'oro 2021
La 36ª edizione dei Ciak d'oro, si è tenuta il 20 novembre 2021. La cerimonia è stata trasmessa sul canale televisivo Sky TG24. I film considerati per la premiazione erano compresi nell'uscita nelle sale cinematografiche da settembre 2020 a settembre 2021. I premi tecnici sono stati assegnati successivamente, nel mese di gennaio 2022.

## Vincitori e candidati
I vincitori sono indicati in grassetto, a seguire gli altri candidati.

### Miglior film
- Qui rido io di Mario Martone
  - Come un gatto in tangenziale - Ritorno a Coccia di Morto di Riccardo Milani
  - Cosa sarà di Francesco Bruni
  - Il buco in testa di Antonio Capuano
  - Il silenzio grande di Alessandro Gassmann
  - Le sorelle Macaluso di Emma Dante
  - Maledetta primavera di Elisa Amoruso
  - Marx può aspettare di Marco Bellocchio
  - Miss Marx di Susanna Nicchiarelli
  - Ritorno al crimine di Massimiliano Bruno
  - Si vive una volta sola di Carlo Verdone
  - Tre piani di Nanni Moretti

### Miglior regista
- Alessandro Gassmann - Il silenzio grande
  - Pupi Avati - Lei mi parla ancora
  - Marco Bellocchio - Marx può aspettare
  - Francesco Bruni - Cosa sarà
  - Claudio Cupellini - La terra dei figli
  - Michelangelo Frammartino - Il buco
  - Mario Martone - Qui rido io
  - Nanni Moretti - Tre piani
  - Susanna Nicchiarelli - Miss Marx
  - Gabriele Salvatores - Comedians
  - Sydney Sibilia - L'incredibile storia dell'Isola delle Rose
  - Stefano Sollima - Senza rimorso (Without Remorse)

### Migliore attore protagonista
- Massimiliano Gallo - Il silenzio grande
  - Antonio Albanese - Come un gatto in tangenziale - Ritorno a Coccia di Morto
  - Alessandro Borghi - Mondocane
  - Guido Caprino - Una relazione
  - Sergio Castellitto - Il cattivo poeta
  - Alessandro Gassmann - Non odiare
  - Fabrizio Gifuni - La belva
  - Edoardo Leo - Ritorno al crimine
  - Elio Germano - L'incredibile storia dell'Isola delle Rose
  - Renato Pozzetto - Lei mi parla ancora
  - Riccardo Scamarcio - L'ultimo Paradiso
  - Kim Rossi Stuart - Cosa sarà

### Migliore attrice protagonista
- Serena Rossi - La tristezza ha il sonno leggero
  - Margherita Buy - Tre piani - Tutti per 1 - 1 per tutti - Il silenzio grande
  - Paola Cortellesi - Come un gatto in tangenziale - Ritorno a Coccia di Morto
  - Matilda De Angelis - L'incredibile storia dell'Isola delle Rose
  - Valeria Golino - Occhi blu - La terra dei figli - Fortuna
  - Sophia Loren - La vita davanti a sé
  - Micaela Ramazzotti - Maledetta primavera
  - Alba Rohrwacher - Tre piani - Lacci
  - Barbara Ronchi - Cosa sarà - Mondocane
  - Teresa Saponangelo - Il buco in testa
  - Jasmine Trinca - Guida romantica a posti perduti
  - Antonia Truppo - Il mio corpo vi seppellirà

### Migliore attore non protagonista
- Massimo Popolizio - I predatori
  - Antonio Gerardi - L'ultimo Paradiso
  - Carlo Buccirosso - Ritorno al crimine
  - Eduardo Scarpetta - Qui rido io
  - Fabrizio Bentivoglio - L'incredibile storia dell'Isola delle Rose
  - Fabrizio Gifuni - Lei mi parla ancora
  - Fausto Russo Alesi - Il cattivo poeta
  - Gianfelice Imparato - Qui rido io
  - Tommaso Ragno - Il buco in testa
  - Valerio Mastandrea - La terra dei figli
  - Vinicio Marchioni - Governance - Il prezzo del potere (Governance)

### Migliore attrice non protagonista
- Marina Confalone - Il silenzio grande
  - Anna Ferzetti - Tutti per 1 - 1 per tutti
  - Beatrice Grannò - Gli indifferenti
  - Cristiana Dell'Anna - Qui rido io
  - Isabel Russinova - Boys
  - Linda Caridi - Lacci
  - Maria Nazionale - Qui rido io
  - Pina Turco - Fortuna
  - Raffaella Lebboroni - Cosa sarà
  - Sara Serraiocco - Non odiare
  - Sonia Bergamasco - Come un gatto in tangenziale - Ritorno a Coccia di Morto
  - Valeria Golino - La terra dei figli

### Migliore opera prima
- Alessandro Grande - Regina
  - Pietro Castellitto - I predatori
  - Alessandro Celli - Mondocane
  - Michela Cescon - Occhi blu
  - Roberto De Feo e Paolo Strippoli - A Classic Horror Story
  - Francesco Dafano e Luca Della Grotta - Trash - La leggenda della piramide magica
  - Marco Mario de Notaris - La tristezza ha il sonno leggero
  - Nicolangelo Gelormini - Fortuna
  - Carlo Hintermann - The Book of Vision
  - Gianluca Jodice - Il cattivo poeta
  - Susy Laude - Tutti per Uma
  - Mauro Mancini - Non odiare

### Migliore sceneggiatura
- Mario Martone e Ippolita Di Majo - Qui rido io[3]

### Migliore fotografia
- Renato Berta - Qui rido io e Il buco
  - Daniele Ciprì - Il cattivo poeta
  - Francesca Amitrano - La tristezza ha il sonno leggero
  - Gherardo Gossi - Le sorelle Macaluso
  - Michele Cherchi Palmieri e Paolo Ferrari - Marx può aspettare
  - Giuseppe Maio - Mondocane

### Migliore sonoro
- Simone Paolo Olivero - Il buco
  - Giuseppe Angelelli - Il silenzio grande
  - Francesco Liotard - Lasciami andare
  - Benni Atria - Le sorelle Macaluso
  - Pietro Morana - Non mi uccidere
  - Alessandro Zanon - Qui rido io

### Migliore scenografia
- Giancarlo Muselli e Carlo Rescigno - Qui rido io
  - Antonella Di Martino - Il silenzio grande
  - Tonino Zera - L'incredibile storia dell'Isola delle Rose
  - Maurizio Sabatini - La vita davanti a sé
  - Emita Frigato - Le sorelle Macaluso
  - Alessandro Vannucci e Igor Gabriel - Miss Marx

### Migliore montaggio
- Francesca Calvelli - Marx può aspettare
  - Paola Freddi e Antonio Cellini - Assandira
  - Marco Spoletini - Il silenzio grande
  - Massimo Fiocchi - Lasciami andare
  - Benni Atria - Le sorelle Macaluso
  - Jacopo Quadri - Qui rido io

### Migliore costumi
- Ursula Patzak - Qui rido io
  - Lavinia Bonsignore - Il silenzio grande
  - Andrea Cavalletto - Il cattivo poeta
  - Maria Cristina La Parola - Il mio corpo vi seppellirà
  - Nicoletta Taranta - L'incredibile storia dell'Isola delle Rose
  - Alessandro Lai - Tutti per 1 - 1 per tutti

### Migliore colonna sonora
- Ezio Bosso - Marx può aspettare
  - Pivio e Aldo De Scalzi - Il silenzio grande
  - Mauro Pagani - Boys
  - Michele Braga - L'incredibile storia dell'Isola delle Rose e Il cattivo poeta
  - Andrea Farri e Andrea De Sica - Non mi uccidere

### Migliore canzone originale
- Non odiare di Pivio e Aldo De Scalzi e Ginevra Nervi - Non odiare

### Miglior manifesto
- Tutti per 1 - 1 per tutti

### Superciak d'oro
- Toni Servillo

### Colpo di fulmine
- Cristiana Dell’Anna - Qui Rido Io

### Ciak d'oro per il protagonista dell'anno in una serie televisiva
- Ludovica Martino - Skam Italia
  - Lino Guanciale - Il commissario Ricciardi
  - Serena Rossi - Mina Settembre
  - Alessandro Borghi - Suburra - La serie
  - Marta Gastini - Tutta colpa di Freud
  - Matilda De Angelis - The Undoing